# Липуниха (Можайский район)
Липуниха — деревня в Можайском районе Московской области в составе сельского поселения Дровнинское. Численность постоянного населения по Всероссийской переписи 2010 года — 12 человек. До 2006 года Липуниха входила в состав Дровнинского сельского округа.
Деревня расположена на западе района, примерно в 9 км к юго-западу от Уваровки, на безымянном правом притоке Москва-реки, высота центра над уровнем моря 251 м. Ближайшие населённые пункты — Бобры на северо-западе и Поповка на юго-западе.